# Xã Seneca, Quận Kossuth, Iowa
Xã Seneca (tiếng Anh: Seneca Township) là một xã thuộc quận Kossuth, tiểu bang Iowa, Hoa Kỳ. Năm 2010, dân số của xã này là 165 người.